# Ruta 3 (Uruguay)
La ruta 3 es una de las rutas nacionales de Uruguay. Recorre el país de sur a norte, atravesando los departamentos de San José, Flores, Soriano, Río Negro, Paysandú, Salto y Artigas. Fue designada con el nombre del General José Gervasio Artigas, por Ley 14361 del 17 de abril de 1975.esta ruta es autovía entre Ruta 1 y San Jose

## Localidades que une
- San José de Mayo
- Trinidad
- Andresito
- Young
- Paysandú
- Quebracho
- Termas del Guaviyú
- Termas del Daymán
- Salto
- Colonia 18 de Julio
- Constitución
- Belén
- Bella Unión

## Recorrido

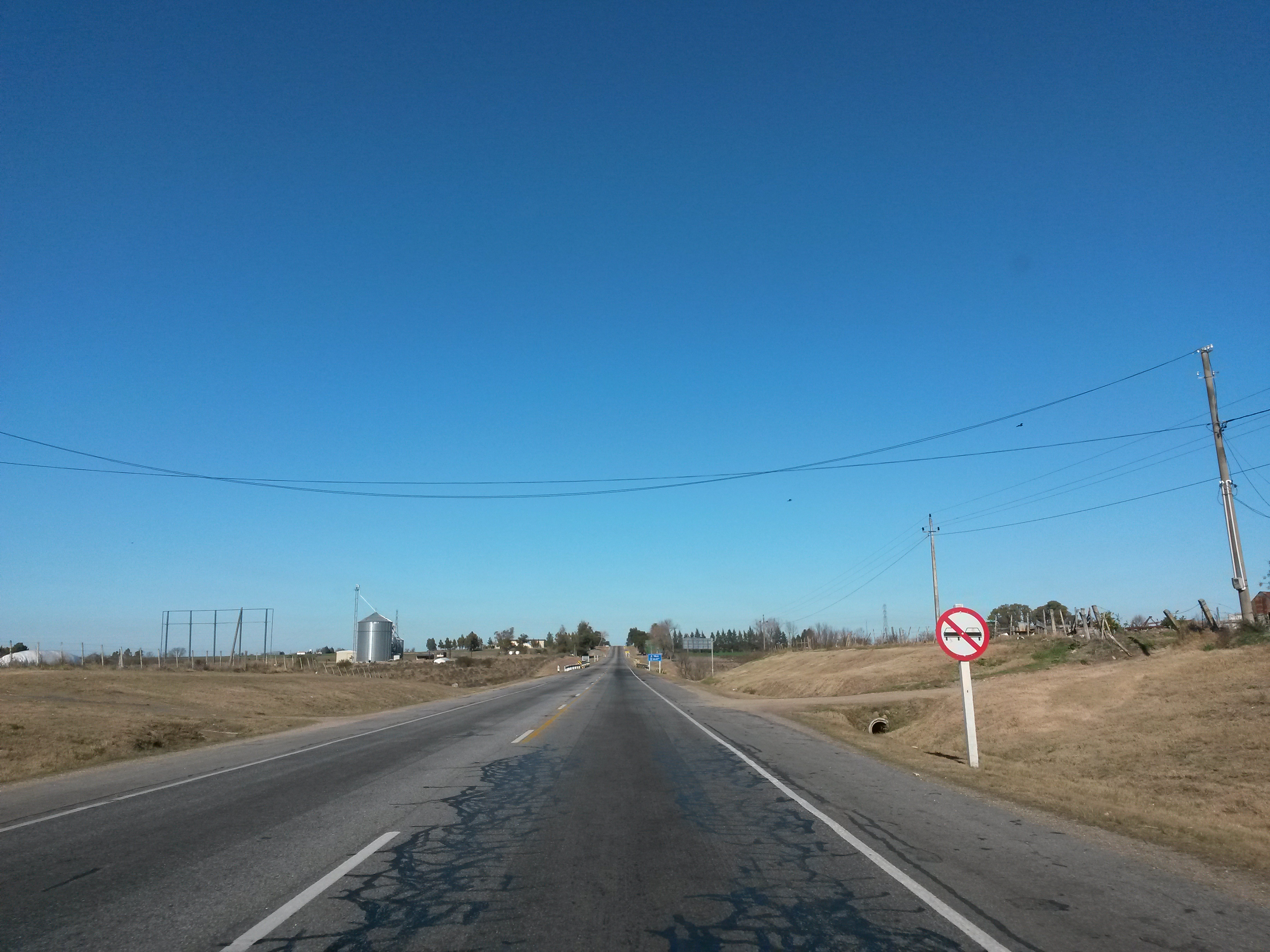
Ruta 3 dirección sur, a la altura del arroyo Tala, próximo a la ciudad de San José de Mayo.

Esta carretera nace en el km 67 de la ruta 1, en el departamento de San José, y finaliza su recorrido en la frontera con Brasil, a orillas del río Cuareim, conectándose con la carretera brasileña BR-472 a través del Puente Internacional Bella Unión - Barra do Quaraí.
En total tiene una longitud de 563 kilómetros (numerados desde el km 67 al km 630).
A continuación se detallan los principales puntos de su recorrido:

### San José
- km 67.000: Extremo Sur
  - SE: Ruta 1 a Ciudad del Plata y Montevideo.
  - NO: Ruta 1 a ruta 2, ruta 21 y Colonia del Sacramento.
- km 72.000: Villa María.
- km 91.000: San José de Mayo y ruta 11 al este.
- km 92.000: Ruta 11 al oeste, a Juan Soler, Ecilda Paullier y ruta 1.
- km 95.000: Río San José.
- km 113.000: Arroyo Chamizo.
- km 143.000: Arroyo San Gregorio (límite departamental San José-Flores).

### Flores
- km 164.000: Cerro Colorado.
- km 184.000: Ruta 23 a Ismael Cortinas y ruta 12.
- km 189.000: Ruta 57 a Cardona y ruta 12.
- km 190.000: Trinidad, la ruta ingresa a la ciudad a través de las calles Pancho López, Héctor Gutiérrez Ruíz y Guyunusa.
- km 191.000: Ruta 14 al este: a Durazno, ruta 5, Sarandí del Yí y ruta 6.
- km 198.000: Ruta 14 al oeste: a ruta 55 y Mercedes.
- km 239.000: Andresito.
- km 244.000: Lago de la Represa de Palmar.

### Soriano
- km 245.000: Peaje Paso del Puerto.

### Río Negro
- km 271.000: Ruta 55 a represa de Palmar.
- km 275.000: Ruta 20 al este a Grecco y ruta 4.
- km 280.000: Ruta 20 al oeste a ruta 24.
- km 309.000: Young planta urbana: calle Montevideo.
- km 310.000: Ruta 25.
  - NE: A Algorta y ruta 90.
  - SO: A ruta 24.
- km 329.000: Arroyo Negro (límite departamental Río Negro - Paysandú).

### Paysandú

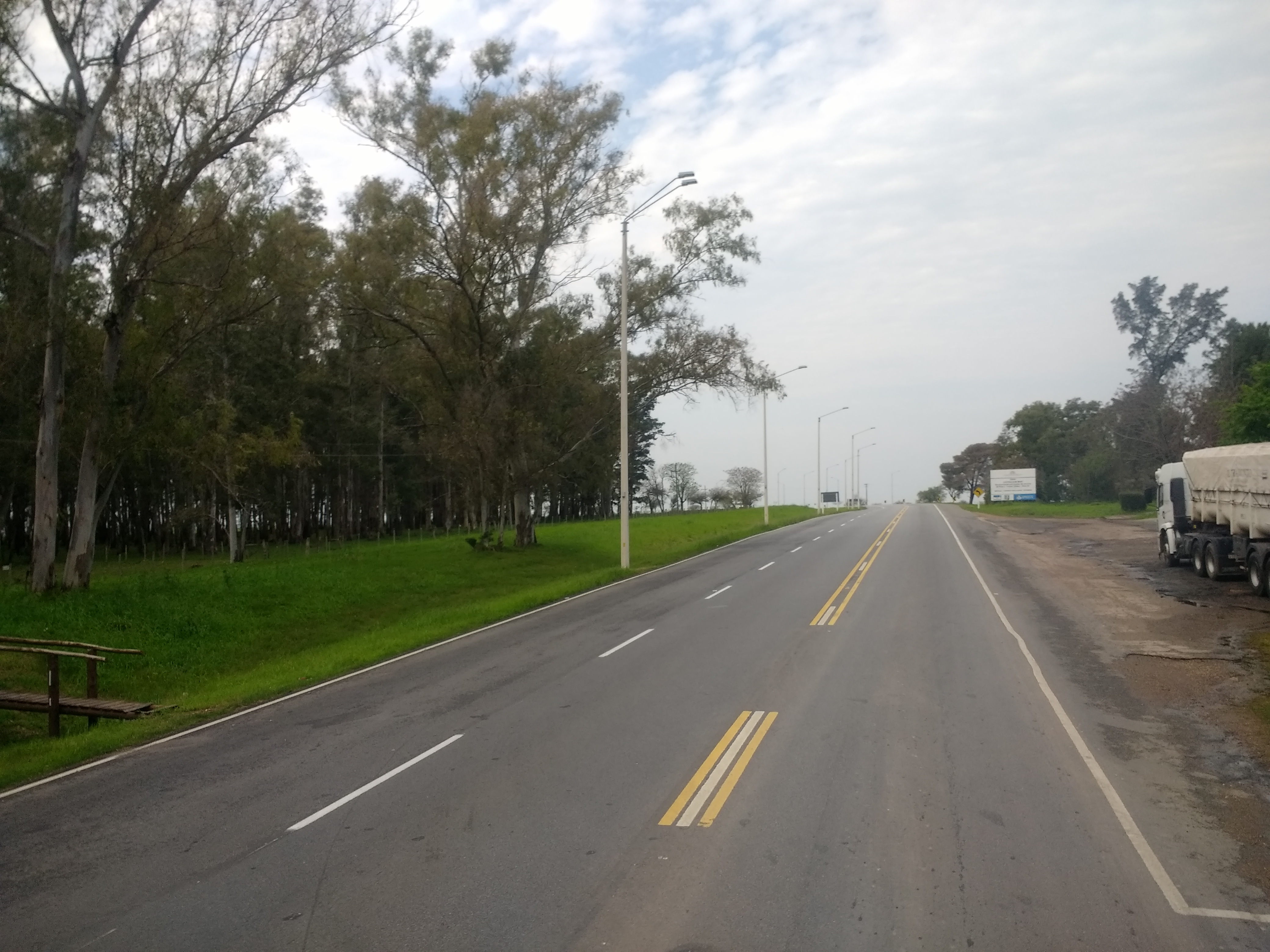
Ruta 3 en el departamento de Paysandú

- km 336.000: Acceso a La Tentación y Puntas de Arroyo Negro.
- km 354.000: Ruta 24 a San Javier, ruta 25, ruta 20 y
- km 367.000: Acceso a  Aeropuerto de Paysandú.
- km 369.500: Trébol de Acceso a Paysandú.
  - Este: Ruta 90 a Termas de Almirón, ruta 25, Guichón y
- km 374.000: Acceso a Nuevo Paysandú y Puente Internacional General Artigas a República Argentina.
- km 383.000: La Constancia.
- km 393.000: Peaje Queguay.
- km 394.000: Río Queguay.
- km 396.500: Acceso a Lorenzo Geyres.
- km 404.000: Ruta  a , Tacuarembó, , Ansina, Melo.
- km 410.000: Queguayar y acceso a Araújo.
- km 422.000: Acceso a Quebracho.
- km 431.000: Termas del Guaviyú.
- km 455.000: Chapicuy y acceso a Bella Vista.
- km 477.000: Río Daymán (límite Paysandú - Salto).

### Salto
- km 478.000: Termas del Daymán.
- km 484.000:

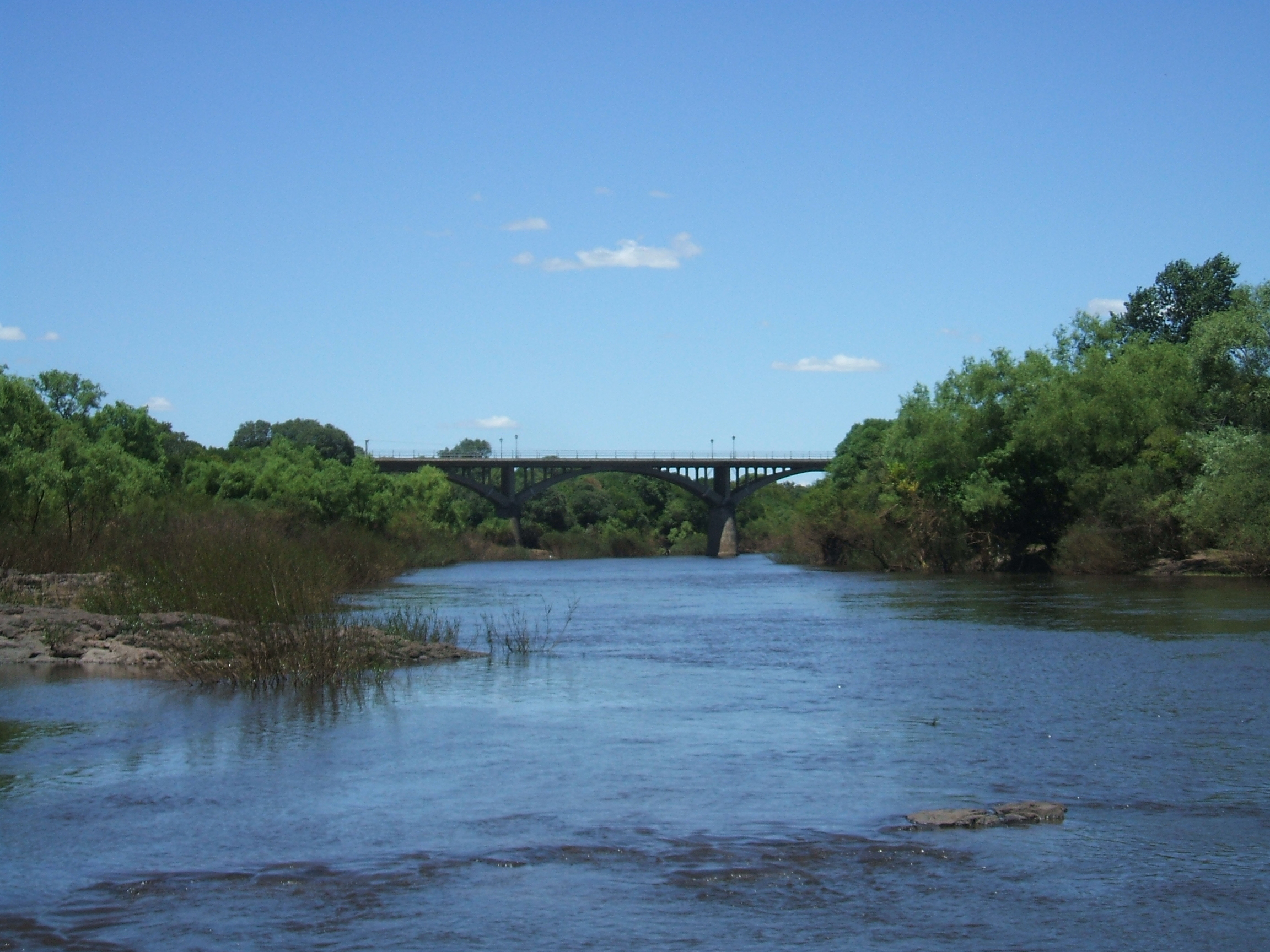
Puente de la ruta 3 sobre el río Daymán.

  - NO: Accesos a la ciudad de Salto por Av. Gobernador de Viana y Av. W. Ferreira Aldunate.
  - Oeste: Av. Pascual Harriague a Salto y  Internacional de Salto.
- km 490.000: Ruta 
  - Oeste: Accesos a Salto.
  - Este: A Tacuarembó y
- km 496.000: Acceso a la represa de Salto Grande y paso de frontera con Argentina.
- km 525.500: Acceso a Palomas y Saucedo.
- km 528.000: Acceso a Constitución.
- km 542.000: Río Arapey.
- km 556.000: Acceso sur a Belén.
- km 564.000: Acceso norte a Belén
- km 566.000: Arroyo Yacuy (límite departamental Salto - Artigas).

### Artigas
- km 586.000: Colonia Palma.
- km 601.000: Ruta  a Artigas, , Tranqueras y
- km 609.000: Cainsa y acceso a Mones Quintela.
- km 618.500: Empalme con Camino a Tomás Gomensoro.
- km 623.000: Bella Unión.
- km 630.000: Extremo Norte
  - Río Cuareim.
  - Puente Internacional.
  - Frontera con Brasil.

## Peajes
Los peajes que se ubican en esta carretera son los siguientes:
| Nombre          | Departamento | Ubicación  | Consecionario                      |
| --------------- | ------------ | ---------- | ---------------------------------- |
| Paso del Puerto | Soriano      | km 245.200 | Corporación Vial del Uruguay (CVU) |
| Queguay         | Paysandú     | km 392.750 | Corporación Vial del Uruguay (CVU) |